# 스트라테고

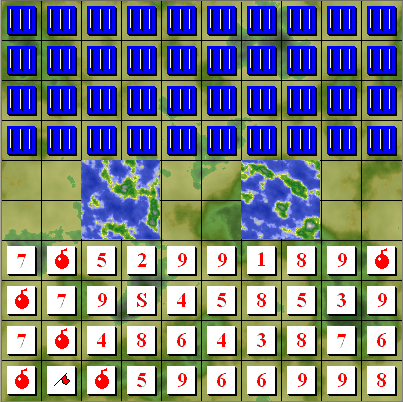

스트라테고(Stratego)는 2인용 전략 보드 게임이다. 상대의 깃발을 찾으면 이긴다.

## 게임 방법
1번부터 10번까지의 말이 있는데, 어떤 말이라도 상관없이 상대의 깃발을 찾으면 이긴다.
| 번호 #    | 지위   | 개수 | 특별능력                         |
| --------- | ------ | ---- | -------------------------------- |
| 10 또는 1 | 원수   | 1    |                                  |
| 9 또는 2  | 장군   | 1    |                                  |
| 8 또는 3  | 대령   | 2    |                                  |
| 7 또는 4  | 소령   | 3    |                                  |
| 6 또는 5  | 대위   | 4    |                                  |
| 5 또는 6  | 중위   | 4    |                                  |
| 4 또는 7  | 중사   | 4    |                                  |
| 3 또는 8  | 공병   | 5    | 폭탄 제거                        |
| 2 또는 9  | 정찰병 | 8    | 일직선이면 아무 거리나 이동 가능 |
| 1 또는 S  | 스파이 | 1    | 원수 제거 가능                   |
| B         | 폭탄   | 6    | 공병 제외 아무나 제거            |
| F         | 깃발   | 1    | 승패의 결정                      |

## 같이 보기
- 게임 복잡도